# 암호명: 이웃집 아이들
《암호명: 이웃집 아이들》(영어: Codename: Kids Next Door)은 2002년부터 2008년까지 카툰 네트워크, 러프 드래프트 코리아에서 방송된 미국의 텔레비전 애니메이션이다.